# Stately home

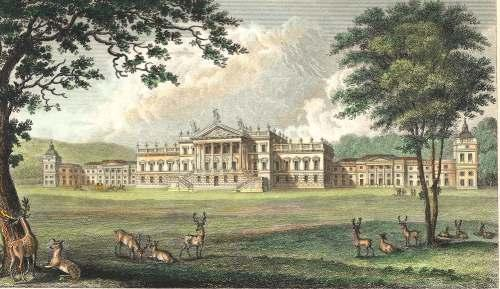
Wentworth Woodhouse, Yorkshire

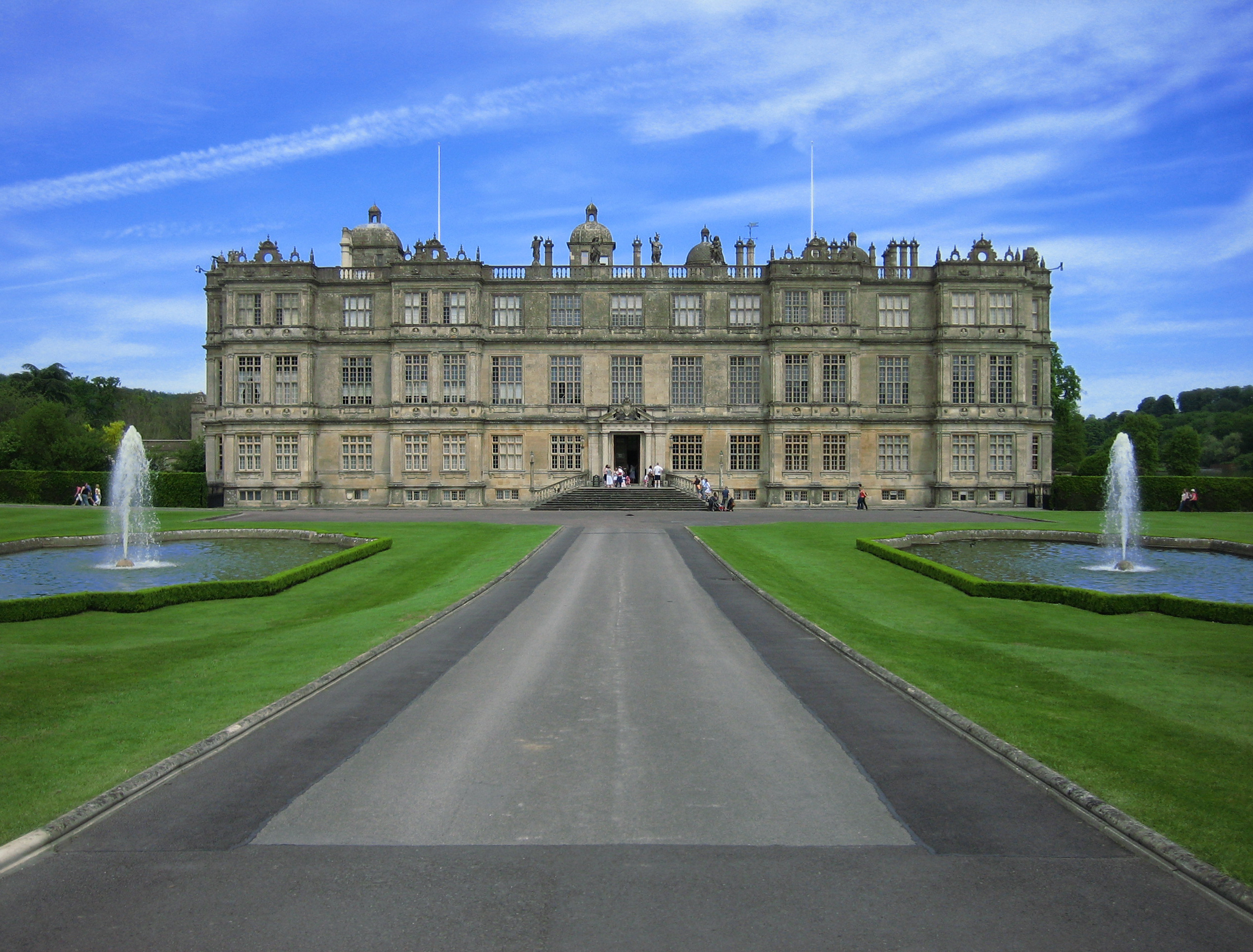
Longleat House

Stately home är en benämning på ett större country house". Dessa är ofta byggda mellan 1500-talets mitt och 1900-talets början, de kan även vara ombyggda kloster eller annan form av kyrklig egendom. Det är en variant av det som benämns "great house" och ibland beskrivet som ett uppdaterat slott, och avser byggnader belägna på Brittiska öarna.

## Fotnoter
1. ↑  Oxford English Dictionary, vol.XVI, Oxford, 1989, p.559: "stately home: originally in allusion to quotation of 1827 (i.e. Blackwood's Magazine, as mentioned in WP article); now a fixed phrase designating a great country house".
2. ↑  Begreppet används inte för större hus ens på andra håll i den engelsktalande världen, som USA eller Australien. I Frankrike talar man i stället om "grand chateau".